# Đội tuyển bóng đá nữ quốc gia Ả Rập Xê Út
Đội tuyển bóng đá nữ quốc gia Ả Rập Xê Út (tiếng Ả Rập: منتخب السعودي لكرة القدم للسيدات) là đội tuyển bóng đá nữ quốc gia chính thức của đất nước Ả Rập Xê Út. Đội bóng được quản lý bởi Liên đoàn bóng đá Ả Rập Xê Út (SAFF), cơ quan quản lý bóng đá ở Ả Rập Xê Út.
Được gọi một cách thông tục là "Những chú chim ưng xanh", Ả Rập Xê Út đã chơi trận đầu tiên vào năm 2022 trước Seychelles trong chiến thắng 2–0 trong một giải đấu giao hữu ở Maldives.

## Lịch sử

### Tiểu sử
Do ảnh hưởng của các nhà lãnh đạo tôn giáo ở Ả Rập Xê Út, sự phản đối tích cực của các nhà lãnh đạo chính trị và quản lý thể thao, và sự phân biệt đối xử có hệ thống đối với thể thao nữ, một đội tuyển quốc gia nữ không thể tồn tại trong một thời gian dài. Việc thành lập một đội tuyển quốc gia nữ được FIFA công nhận đã bị luật pháp cấm vào năm 2008. Sự phân biệt đối xử có hệ thống vẫn còn nguyên vẹn bất chấp những cải cách hạn chế, cho đến khi Vua Abdullah qua đời vào năm 2015.
Với việc Vua Salman lên ngôi vào năm 2015, các cuộc đàm phán về cải cách bóng đá đã leo thang. Tuy nhiên, con trai ông, Mohammed bin Salman là người đầu tiên đi đầu các cuộc cải cách, bao gồm cả bóng đá nữ. Ả Rập Xê-út cho phép phụ nữ tham dự các trận đấu bóng đá kể từ năm 2017, bước đầu tiên cho việc thành lập một đội bóng đá nữ trong tương lai.
Vào tháng 12 năm 2019, Liên đoàn bóng đá Ả Rập Xê Út (SAFF) đã tổ chức cuộc thi đấu không chính thức đầu tiên dành cho nữ ở khu vực Jeddah. Một giải đấu chính thức trên toàn quốc, Giải bóng đá nữ nghiệp dư của Ả Rập Xê Út, được khởi động vào tháng 2 năm 2020, tập trung tại ba thành phố lớn: Riyadh, Jeddah và Dammam. Sau khi giải đấu được thành lập, những lời kêu gọi thành lập đội tuyển quốc gia nữ đã tăng lên.

### Khởi đầu
Vào ngày 11 tháng 8 năm 2021, SAFF đã bổ nhiệm Monika Staab làm huấn luyện viên trưởng của đội tuyển quốc gia nữ mới thành lập. Ả Rập Xê Út chơi trận đầu tiên vào tháng 2 năm 2022, tham gia một giải đấu giao hữu ở Malé, Maldives. Họ ra mắt vào ngày 20 tháng 2, đánh bại Seychelles trong chiến thắng 2–0. Sau màn ra mắt thành công, Lamia Bin Dahlan, thành viên hội đồng quản trị của SAFF, tiết lộ kế hoạch dài hạn cho phép đội tham gia Giải vô địch bóng đá nữ thế giới đầu tiên trong vòng 10 năm tới, với mục đích trở thành thế lực thống trị vùng Vịnh, Tây Á và châu Á.

## Đội ngũ huấn luyện

### Ban huấn luyện hiện tại
Tính đến 11 tháng 8 năm 2021
| Vị trí                  | Tên                                     |
| ----------------------- | --------------------------------------- |
| Huấn luyện viên trưởng  | Monika Staab                            |
| Trợ lý huấn luyện viên  | Dana Rajab Sandra Kalin Martin Pacholek |
| Huấn luyện viên thủ môn | Catherine Lingert                       |
| Quản trị viên đội       | Dalia Al-Obeikan Intisar Al-Qahtan      |
| Nhà phân tích video     | Donna Newberry                          |
| Quản lý                 | Beren Sadaqa                            |

### Danh sách huấn luyện viên trong lịch sử
- Monika Staab (11 tháng 8 năm 2021–nay)

## Cầu thủ

### Đội hình hiện tại
Các cầu thủ sau đây đã được triệu tập cho các trận giao hữu với Seychelles và Maldives lần lượt vào các ngày 20 và 24 tháng 2 năm 2022.

Giới hạn và mục tiêu chính xác kể từ ngày 24 tháng 2 năm 2022
| Số | VT | Cầu thủ                   | Ngày sinh (tuổi) | Trận | Bàn | Câu lạc bộ    |
| -- | -- | ------------------------- | ---------------- | ---- | --- | ------------- |
| 1  | TM | Sarah Khaled (đội trưởng) |                  | 2    | 0   | Al Mamlaka    |
| 12 | TM | Mona Abdel Rahman         |                  | 1    | 0   | Ả Rập Xê Út   |
| 22 | TM | Lama Al-Anazi             |                  | 0    | 0   | Jeddah Eagles |
|    |    |                           |                  |      |     |               |
| 2  | HV | Bayan Sadaqah             |                  | 2    | 0   | Jeddah Eagles |
| 3  | HV | Lin Muhammad              |                  | 2    | 0   | Ả Rập Xê Út   |
| 4  | HV | Talah Al-Ghamdi           |                  | 2    | 0   | Jeddah Eagles |
| 5  | HV | Lana Abdel-Razzaq         |                  | 2    | 0   | Ả Rập Xê Út   |
| 15 | HV | Mashael Al-Harbi          |                  | 0    | 0   | Storm         |
| 24 | HV | Atheer Khaled             |                  | 1    | 0   | Ả Rập Xê Út   |
| 25 | HV | Hessa Al-Saadallah        |                  | 1    | 0   | Jeddah Eagles |
|    | HV | Ohoud Al-Amari            |                  | 0    | 0   | Ả Rập Xê Út   |
|    |    |                           |                  |      |     |               |
| 6  | TV | Maryam Al-Tamimi          |                  | 2    | 1   | Jeddah Eagles |
| 7  | TV | Noura Al-Ibrahim          |                  | 2    | 0   | Ả Rập Xê Út   |
| 8  | TV | Layan Johari              |                  | 2    | 0   | Ả Rập Xê Út   |
| 10 | TV | Sarah Hamad               |                  | 2    | 0   | Ả Rập Xê Út   |
| 11 | TV | Dalia Abu Laban           |                  | 1    | 0   | Storm         |
| 13 | TV | Raghad Mukhaizin          |                  | 1    | 0   | Storm         |
| 16 | TV | Asrar Al-Shaibani         |                  | 1    | 0   | Jeddah Eagles |
| 18 | TV | Saba Tawfiq               |                  | 0    | 0   | Ả Rập Xê Út   |
| 21 | TV | Juri Tariq                |                  | 2    | 0   | Storm         |
| 28 | TV | Farah Jafri               |                  | 1    | 0   | Jeddah Eagles |
|    | TV | Fahda Al-Saad             |                  | 0    | 0   | Ả Rập Xê Út   |
|    |    |                           |                  |      |     |               |
| 9  | TĐ | Al-Bandari Muhammad       |                  | 2    | 0   | Ả Rập Xê Út   |
| 14 | TĐ | Al-Bandari Mubarak        |                  | 2    | 3   | Ả Rập Xê Út   |
| 23 | TĐ | Tahani Al-Zahrani         |                  | 1    | 0   | Ả Rập Xê Út   |

### Triệu tập gần đây
Những cầu thủ sau đây cũng đã được gọi vào đội tuyển trong 12 tháng qua.
| Vt | Cầu thủ | Ngày sinh (tuổi) | Số trận | Bt | Câu lạc bộ | Lần cuối triệu tập |
| --- | ------- | ---------------- | ------- | -- | ---------- | ------------------ |
| |         |                  |         |    |            |                    |
| |         |                  |         |    |            |                    |
| |         |                  |         |    |            |                    |
| INJ Cầu thủ rút lui do chấn thương. PRE Chỉ nằm trong danh sách sơ bộ. SUS Bị cấm thi đấu. WD Cầu thủ rút lui vì lý do không liên quan đến chấn thương. |         |                  |         |    |            |                    |

## Thống kê các giải đấu

### Giải vô địch bóng đá nữ thế giới
| Thành tích Giải vô địch bóng đá nữ thế giới | Thành tích Giải vô địch bóng đá nữ thế giới | Thành tích Giải vô địch bóng đá nữ thế giới | Thành tích Giải vô địch bóng đá nữ thế giới | Thành tích Giải vô địch bóng đá nữ thế giới | Thành tích Giải vô địch bóng đá nữ thế giới | Thành tích Giải vô địch bóng đá nữ thế giới | Thành tích Giải vô địch bóng đá nữ thế giới |
| Năm                                         | Kết quả                                     | Tr                                          | T                                           | H*                                          | B                                           | BT                                          | BB                                          |
| ------------------------------------------- | ------------------------------------------- | ------------------------------------------- | ------------------------------------------- | ------------------------------------------- | ------------------------------------------- | ------------------------------------------- | ------------------------------------------- |
| 2023                                        | Không tham dự                               | Không tham dự                               | Không tham dự                               | Không tham dự                               | Không tham dự                               | Không tham dự                               | Không tham dự                               |
| Tổng cộng                                   | 0/1                                         | —                                           | —                                           | —                                           | —                                           | —                                           | —                                           |

*Tỷ số hòa bao gồm các trận đấu loại trực tiếp quyết định trên chấm phạt đền.

### Cúp bóng đá nữ châu Á
| Thành tích Cúp bóng đá nữ châu Á | Thành tích Cúp bóng đá nữ châu Á | Thành tích Cúp bóng đá nữ châu Á | Thành tích Cúp bóng đá nữ châu Á | Thành tích Cúp bóng đá nữ châu Á | Thành tích Cúp bóng đá nữ châu Á | Thành tích Cúp bóng đá nữ châu Á | Thành tích Cúp bóng đá nữ châu Á | Thành tích Cúp bóng đá nữ châu Á |
| Năm                              | Kết quả                          | Tr                               | T                                | H*                               | B                                | BT                               | BB                               |                                  |
| -------------------------------- | -------------------------------- | -------------------------------- | -------------------------------- | -------------------------------- | -------------------------------- | -------------------------------- | -------------------------------- | -------------------------------- |
| 2022                             | Không tham dự                    | Không tham dự                    | Không tham dự                    | Không tham dự                    | Không tham dự                    | Không tham dự                    | Không tham dự                    |                                  |
| 2026                             | Chưa xác định                    | Chưa xác định                    | Chưa xác định                    | Chưa xác định                    | Chưa xác định                    | Chưa xác định                    | Chưa xác định                    |                                  |
| Tổng cộng                        | 0/20                             | —                                | —                                | —                                | —                                | —                                | —                                |                                  |

*Tỷ số hòa bao gồm các trận đấu loại trực tiếp quyết định trên chấm phạt đền.

### Thế vận hội
| \| Thành tích Thế vận hội Mùa hè \| Thành tích Thế vận hội Mùa hè \| Thành tích Thế vận hội Mùa hè \| Thành tích Thế vận hội Mùa hè \| Thành tích Thế vận hội Mùa hè \| Thành tích Thế vận hội Mùa hè \| Thành tích Thế vận hội Mùa hè \| Thành tích Thế vận hội Mùa hè \| \| Năm \| Kết quả \| Tr \| T \| H* \| B \| BT \| BB \| \| ----------------------------- \| ----------------------------- \| ----------------------------- \| ----------------------------- \| ----------------------------- \| ----------------------------- \| ----------------------------- \| ----------------------------- \| \| 2024 \| Không tham dự \| Không tham dự \| Không tham dự \| Không tham dự \| Không tham dự \| Không tham dự \| Không tham dự \| \| 2028 \| Chưa xác định \| Chưa xác định \| Chưa xác định \| Chưa xác định \| Chưa xác định \| Chưa xác định \| Chưa xác định \| \| 2032 \| Chưa xác định \| Chưa xác định \| Chưa xác định \| Chưa xác định \| Chưa xác định \| Chưa xác định \| Chưa xác định \| \| Tổng cộng \| 0/3 \| — \| — \| — \| — \| — \| — \| *Tỷ số hòa bao gồm các trận đấu loại trực tiếp quyết định trên chấm phạt đền. |               |               |               |               |               |               |               |
| Thành tích Thế vận hội Mùa hè |               |               |               |               |               |               |               |
| Năm | Kết quả       | Tr            | T             | H*            | B             | BT            | BB            |
| 2024 | Không tham dự | Không tham dự | Không tham dự | Không tham dự | Không tham dự | Không tham dự | Không tham dự |
| 2028 | Chưa xác định | Chưa xác định | Chưa xác định | Chưa xác định | Chưa xác định | Chưa xác định | Chưa xác định |
| 2032 | Chưa xác định | Chưa xác định | Chưa xác định | Chưa xác định | Chưa xác định | Chưa xác định | Chưa xác định |
| Tổng cộng | 0/3           | —             | —             | —             | —             | —             | —             |

### Á vận hội
| Thành tích Á vận hội | Thành tích Á vận hội | Thành tích Á vận hội | Thành tích Á vận hội | Thành tích Á vận hội | Thành tích Á vận hội | Thành tích Á vận hội | Thành tích Á vận hội |              |
| Năm                  | Kết quả              | Tr                   | T                    | H*                   | B                    | BT                   | BB                   |              |
| -------------------- | -------------------- | -------------------- | -------------------- | -------------------- | -------------------- | -------------------- | -------------------- | ------------ |
| 2022                 | Không tham dự        | Không tham dự        | Không tham dự        | Không tham dự        | Không tham dự        | Không tham dự        | Không tham dự        |              |
| 2026                 | Chưa xác định        | Chưa xác định        | Chưa xác định        | Chưa xác định        | Chưa xác định        | Chưa xác định        | Chưa xác định        |              |
| 2030                 | Chưa xác định        | Chưa xác định        | Chưa xác định        | Chưa xác định        | Chưa xác định        | Chưa xác định        | Chưa xác định        |              |
| 2034                 | Đồng chủ nhà         | Đồng chủ nhà         | Đồng chủ nhà         | Đồng chủ nhà         | Đồng chủ nhà         | Đồng chủ nhà         | Đồng chủ nhà         | Đồng chủ nhà |
| Tổng cộng            | 0/10                 | —                    | —                    | —                    | —                    | —                    | —                    |              |

### Cúp bóng đá nữ Ả Rập
| Thành tích Cúp bóng đá nữ Ả Rập | Thành tích Cúp bóng đá nữ Ả Rập | Thành tích Cúp bóng đá nữ Ả Rập | Thành tích Cúp bóng đá nữ Ả Rập | Thành tích Cúp bóng đá nữ Ả Rập | Thành tích Cúp bóng đá nữ Ả Rập | Thành tích Cúp bóng đá nữ Ả Rập | Thành tích Cúp bóng đá nữ Ả Rập | Thành tích Cúp bóng đá nữ Ả Rập |
| Số lần xuất hiện: 0             | Số lần xuất hiện: 0             | Số lần xuất hiện: 0             | Số lần xuất hiện: 0             | Số lần xuất hiện: 0             | Số lần xuất hiện: 0             | Số lần xuất hiện: 0             | Số lần xuất hiện: 0             | Số lần xuất hiện: 0             |
| Năm                             | Vòng                            | Kết quả                         | ST                              | T                               | H                               | B                               | BT                              | BB                              |
| ------------------------------- | ------------------------------- | ------------------------------- | ------------------------------- | ------------------------------- | ------------------------------- | ------------------------------- | ------------------------------- | ------------------------------- |
| 2006                            | Không tham dự                   | Không tham dự                   | Không tham dự                   | Không tham dự                   | Không tham dự                   | Không tham dự                   | Không tham dự                   | Không tham dự                   |
| 2021                            | Không tham dự                   | Không tham dự                   | Không tham dự                   | Không tham dự                   | Không tham dự                   | Không tham dự                   | Không tham dự                   | Không tham dự                   |
| Tổng cộng                       | —                               | 0/2                             | —                               | —                               | —                               | —                               | —                               | —                               |

### Giải vô địch bóng đá nữ Tây Á
| Thành tích Giải vô địch bóng đá nữ Tây Á | Thành tích Giải vô địch bóng đá nữ Tây Á | Thành tích Giải vô địch bóng đá nữ Tây Á | Thành tích Giải vô địch bóng đá nữ Tây Á | Thành tích Giải vô địch bóng đá nữ Tây Á | Thành tích Giải vô địch bóng đá nữ Tây Á | Thành tích Giải vô địch bóng đá nữ Tây Á | Thành tích Giải vô địch bóng đá nữ Tây Á | Thành tích Giải vô địch bóng đá nữ Tây Á |
| Nước chủ nhà và năm                      | Vòng                                     | Kết quả                                  | ST                                       | T                                        | H                                        | B                                        | BT                                       | BB                                       |
| ---------------------------------------- | ---------------------------------------- | ---------------------------------------- | ---------------------------------------- | ---------------------------------------- | ---------------------------------------- | ---------------------------------------- | ---------------------------------------- | ---------------------------------------- |
| 2005                                     | Không tham dự                            | Không tham dự                            | Không tham dự                            | Không tham dự                            | Không tham dự                            | Không tham dự                            | Không tham dự                            | Không tham dự                            |
| 2007                                     | Không tham dự                            | Không tham dự                            | Không tham dự                            | Không tham dự                            | Không tham dự                            | Không tham dự                            | Không tham dự                            | Không tham dự                            |
| 2010                                     | Không tham dự                            | Không tham dự                            | Không tham dự                            | Không tham dự                            | Không tham dự                            | Không tham dự                            | Không tham dự                            | Không tham dự                            |
| 2011                                     | Không tham dự                            | Không tham dự                            | Không tham dự                            | Không tham dự                            | Không tham dự                            | Không tham dự                            | Không tham dự                            | Không tham dự                            |
| 2014                                     | Không tham dự                            | Không tham dự                            | Không tham dự                            | Không tham dự                            | Không tham dự                            | Không tham dự                            | Không tham dự                            | Không tham dự                            |
| 2019                                     | Không tham dự                            | Không tham dự                            | Không tham dự                            | Không tham dự                            | Không tham dự                            | Không tham dự                            | Không tham dự                            | Không tham dự                            |
| 2022                                     | Không tham dự                            | Không tham dự                            | Không tham dự                            | Không tham dự                            | Không tham dự                            | Không tham dự                            | Không tham dự                            | Không tham dự                            |
| Tổng cộng                                | —                                        | 0/7                                      | —                                        | —                                        | —                                        | —                                        | —                                        | —                                        |